# Болгария для граждан
Движение «Болгария для граждан» (болг. Движение „България на гражданите“) — правоцентристская политическая партия в Болгарии, основанная бывшим еврокомиссаром и членом Национального движения за стабильность и подъём Мегленой Кунева 1 июля 2012 года.

## Партийная платформа
Вскоре после своего учреждения партия определила три ключевых направления для работы к выборам 2013 года.
В партийной программе первая глава под названием «Гражданин» посвящена отстаиванию необходимости введения большего количества механизмов контроля над публичной властью, устранения препятствий для проведения референдумов на местном уровне и упрощения процедуры принятия новой конституции.
Во второй части программы ― «Экономика», декларируется приверженность партии к обеспечению роста и стабильности экономики. Партия также была нацелена на проведение «настоящих» реформ в сфере здравоохранения, образования и социального обеспечения. Партия намеревалась вернуть Болгарию к уровню экономического развития до 2009 года и  достичь темпов роста выше среднего по ЕС.
Наконец, третья часть программы под названием «Болгария будущего», была направлена на радикальную реформу судебной системы. Партия выступает за прямые выборы судей Верховного суда, а также к выводу государственных обвинителей из системы правосудия.

## Список председателей
- Меглена Кунева (2012 ― 2017)
- Димитар Делчев (2017 ― настоящее время)

## Результаты выборов
| Выборы           | Полученные места | Число голосов                               | % голосов избирателей                       | Результат                                   |
| ---------------- | ---------------- | ------------------------------------------- | ------------------------------------------- | ------------------------------------------- |
| 2013             | 0 из 240         | 115 190                                     | 3,25%                                       | 6 место                                     |
| 2014             |                  | Часть Реформаторского блока                 | Часть Реформаторского блока                 | Часть Реформаторского блока                 |
| 2017             |                  | Часть Реформаторского блока                 | Часть Реформаторского блока                 | Часть Реформаторского блока                 |
| апрель 2021 года | 1 из 240         | Часть коалиции «Вставай,Болгария! Мы идём!» | Часть коалиции «Вставай,Болгария! Мы идём!» | Часть коалиции «Вставай,Болгария! Мы идём!» |